# The Wilson Journal of Ornithology
The Wilson Journal of Ornithology (do 2006 pod nazwą The Wilson Bulletin) – czasopismo naukowe (kwartalnik), publikowane przez Wilson Ornithological Society. Nazwa czasopisma pochodzi od nazwiska amerykańskiego ornitologa Alexandra Wilsona.